# 130 West 57th Street
130 West 57th Street es un edificio de oficinas en la calle 57 entre las avenidas Sexta y Séptima en Midtown Manhattan en Nueva York (Estados Unidos). Fue construido de 1907 a 1908 y diseñado por Pollard y Steinam, quienes también diseñaron simultáneamente el edificio vecino, casi idéntico, en 140 West 57th Street. Los edificios se encuentran entre varios en Manhattan que se construyeron a principios del siglo XX como estudio y residencias para artistas.
130 West 57th Street tiene quince pisos de altura, con catorce pisos que dan a la calle 57, así como un ático. Los dos pisos más bajos de la fachada principal a lo largo de la calle 57 están revestidos de piedra caliza, mientras que los pisos superiores están revestidos de ladrillo. La fachada tiene tramos anchos y estrechos con ventanas de estudio con marcos de metal, algunas de las cuales son de doble altura. A lo largo de la calle 57, hay cornisas sobre el segundo y el decimocuarto piso. Había estudios de doble altura en el lado de la calle 57 y residencias más pequeñas en la parte trasera del edificio.
130 West 57th Street se desarrolló en un terreno propiedad del artista Robert Vonnoh. Aunque se comercializaba como estudios de artistas, 130 West 57th Street también albergaba abogados, corredores de bolsa, maestros y otros profesionales. El edificio se convirtió en una estructura de apartamentos de alquiler en 1937, y posteriormente se convirtió en un edificio de oficinas a finales del siglo XX. 130 West 57th Street fue designada como un hito de la ciudad por la Comisión de Preservación de Monumentos de la Ciudad de Nueva York en 1999.

## Sitio
130 West 57th Street está en el lado sur de la calle 57 entre las avenidas Sexta y Séptima, dos cuadras al sur de Central Park en el Midtown Manhattan de Nueva York. Según el Departamento de Planificación Urbana de la ciudad de Nueva York, el lote mide 24,4 m de ancho a lo largo de la calle 57 y tiene 30,5 m profundidad. El edificio linda con 140 West 57th Street al oeste y el hotel Parker New York al este. Otros edificios cercanos incluyen la Torre Metropolitana, el Russian Tea Room, la Torre Carnegie Hall y el Carnegie Hall al oeste; la Escuela Normal de Danza Louis H. Chalif y One57 al noroeste; la Iglesia Bautista Calvary al norte; y 111 West 57th Street hacia el noreste.
130 y 140 West 57th Street son parte de un centro artístico que se desarrolló alrededor de las dos cuadras de West 57th Street desde Sixth Avenue al oeste hasta Broadway durante finales del siglo XIX y principios del XX, luego de la apertura del cercano Carnegie Hall en 1891.  Varios edificios de la zona se construyeron como residencias para artistas y músicos, como 130 y 140 West 57th Street, Rodin Studios y Osborne Apartments, así como los demolidos Sherwood Studios y Rembrandt. Además, el área contenía la sede de organizaciones como la Sociedad Estadounidense de Bellas Artes, el Lotos Club y la Sociedad Estadounidense de Ingenieros Civiles. Los sitios ocupados por 130 y 140 West 57th Street fueron ocupados históricamente por casas adosadas de piedra rojiza a finales del siglo XIX.

## Diseño
130 West 57th Street fue diseñado por Pollard y Steinam, quienes también diseñaron los estudios vecinos en 140 West 57th Street. Ambas estructuras se construyeron simultáneamente y fueron diseñadas de manera casi idéntica a los apartamentos tipo estudio para artistas. 130 West 57th Street mide 150 pies (45,7 m) alto; la parte delantera a lo largo de la calle 57 tiene 14 pisos, mientras que la parte trasera tiene 12 pisos. Es uno de los pocos edificios de estudios de artistas que quedan en la ciudad de Nueva York con distintos espacios de vida y trabajo para los artistas.

### Fachada
La fachada principal que da a la calle 57 consta de cinco tramos verticales, que tienen ventanas de metal y están separados por pilares de ladrillo. Las tramos más occidental, central y oriental son más anchas y se alternan con dos tramos más estrechas. La fachada trasera está realizada en ladrillo.
La base está compuesta por el primer y segundo piso. En la base, la tramo central tiene un pabellón de entrada ligeramente saliente revestido con bloques de piedra caliza rusticados y vermiculados. Dentro de este pabellón de entrada es un arco con dovelas flanquean una voluta por encima de la parte superior del arco, y una puerta doble abordado desde una pequeña Stoop. Un dosel de metal y vidrio, instalado en 2000, se extiende desde la entrada hasta la acera. El resto de la base tiene escaparates o entradas a tiendas en el primer piso. La tramo ancha más occidental tiene una ventana de visualización de doble altura, mientras que las otras tramos del segundo piso tienen pares de ventanas de guillotina o ventanas rectangulares de varios paneles. Encima del segundo piso hay una cornisa de terracota saliente, que tiene un friso con círculos y triglifos alternos, así como un patrón de mutules que se alternan con rosetas o rombos en la parte inferior de la cornisa.

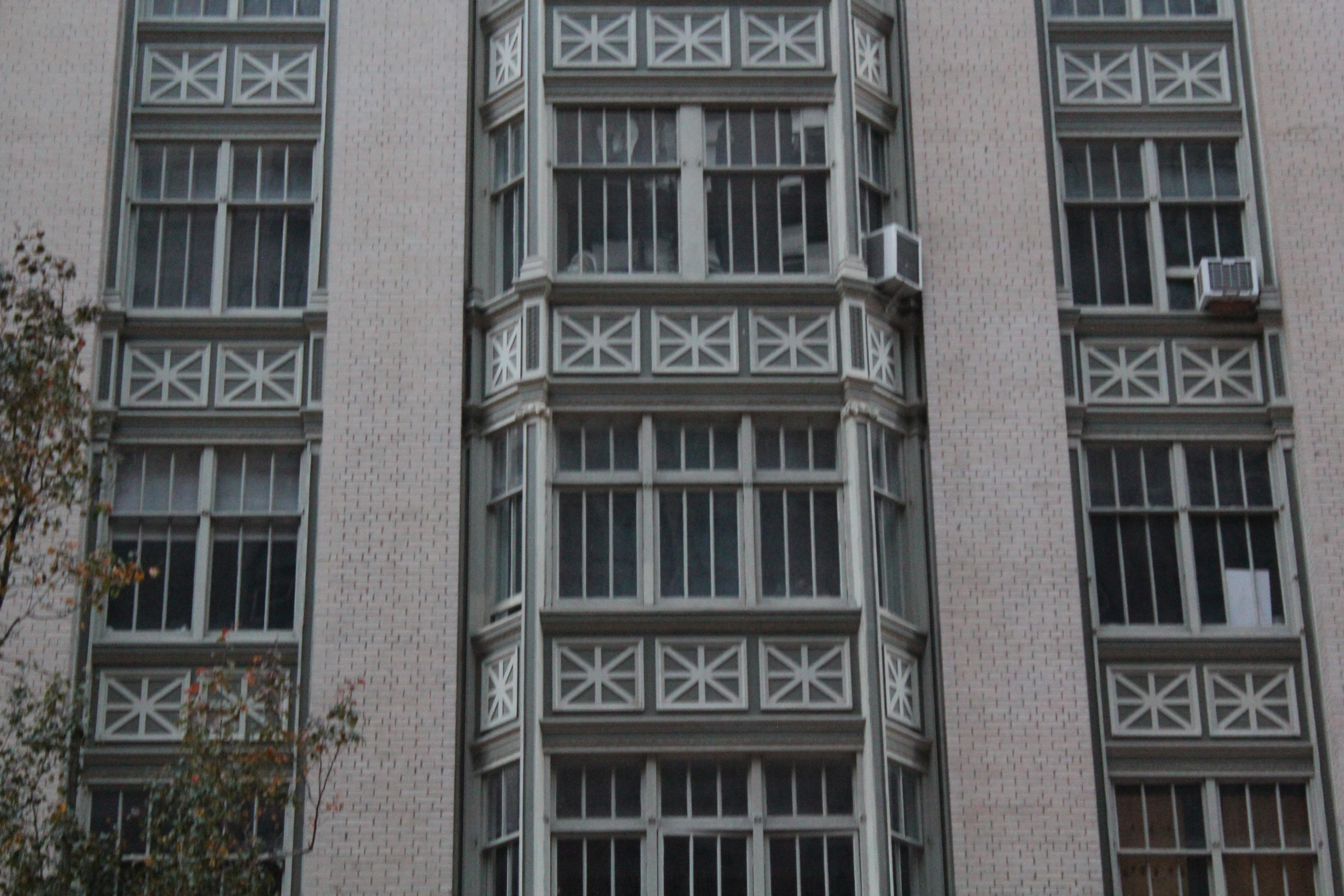
Cerca de la fachada, mostrando las tres tramos centrales

Los doce pisos superiores tienen un diseño similar entre sí y tienen varios tipos de ventanas. Las ventanas en los tramos anchos más exteriores, y en los pisos tercero al décimo del tramo central, sobresalen ligeramente de la fachada y tienen marcos trapezoidales. Las tramos más exteriores tienen ventanas de doble altura. Las ventanas de las tramos estrechas y de los pisos undécimo a decimocuarto de la tramo central no sobresalen. En todas las tramos, hay enjutas geométricas pintadas de oliva entre las ventanas de cada piso, y las ventanas tienen parteluces de oliva. Hay otra cornisa sobre el decimocuarto piso, con modillones debajo. La cornisa descansa sobre seis grandes pares de ménsulas de hierro, que se alinean con las cimas de los pilares de ladrillo.

### Interior
El edificio fue diseñado con 36 estudios. Su ubicación en el lado sur de la calle 57, una calle principal que era más ancha que las calles paralelas, aseguraba que los interiores estuvieran bien iluminados por la luz del sol del norte, en beneficio de los artistas que trabajaban allí. Los interiores contenían estudios de doble altura, caracterizados por la revista House Beautiful como "un espléndido telón de fondo para tapices o pinturas". Los estudios de doble altura estaban detrás de los amplios espacios que daban a la calle 57, y cada uno tenía una sala de estar, una cocina, cuatro dormitorios y cuartos de servicio. Detrás de las tramos estrechas había salas de estudio, algunas de las cuales podrían usarse como apartamentos separados. Había apartamentos más pequeños en la parte trasera, que contenían dos dormitorios y una pequeña cocina. El edificio tenía ascensores separados para pasajeros y carga, así como comodidades para los residentes, como una instalación de limpieza por aspiración, una lavandería, una rampa de correo, montaplatos y servicio telefónico en cada residencia.
130 West 57th Street se modificó en 1987 y se reclasificó como un edificio de oficinas de mediana altura con unidades comerciales. Según el Departamento de Planificación Urbana, el edificio tiene una superficie bruta de 6823 m² y cuenta con 46 unidades, de las cuales 10 están zonificadas para uso residencial.

## Historia
La vivienda cooperativa de apartamentos en la ciudad de Nueva York se hizo popular a fines del siglo XIX debido a las condiciones de vivienda superpobladas en las densas áreas urbanas de la ciudad. Cuando se construyó 140 West 57th Street, había algunas cooperativas en la ciudad que atendían específicamente a los artistas, incluidos Bryant Park Studios y Carnegie Studios, pero casi siempre estaban completamente ocupadas y no proporcionaban el espacio adecuado para los artistas a ambos. vivir y trabajar. Los 67th Street Studios, construidos entre 1901 y 1903 en 23-29 West 67th Street cerca de Central Park, fueron las primeras cooperativas de artistas en la ciudad que también fueron diseñadas específicamente para proporcionar áreas de trabajo y de vivienda dúplex para artistas. El éxito de 67th Street Studios impulsó el desarrollo de estudios de otros artistas en esa área.

### Estudios de artistas

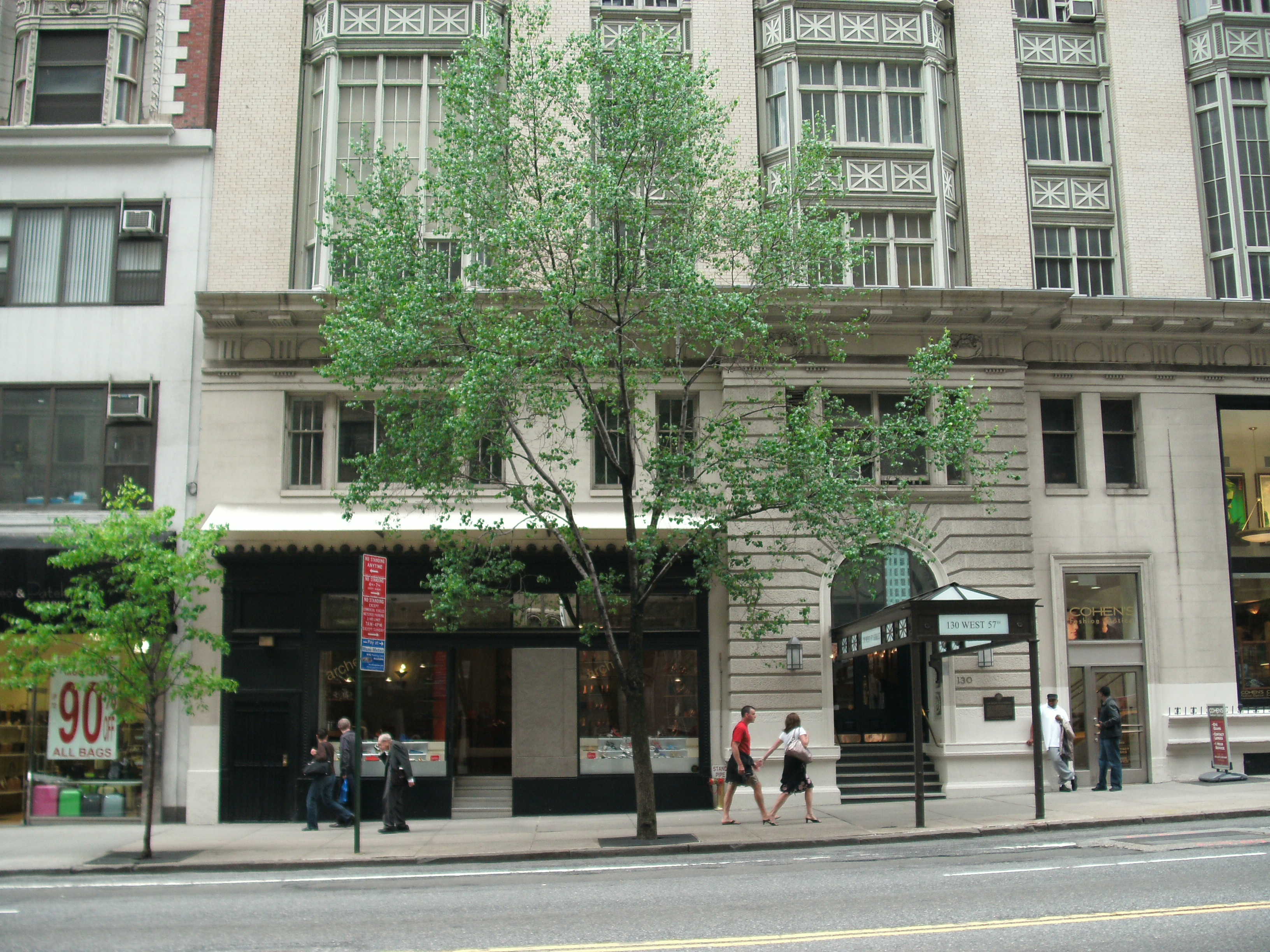
Entrada del edificio del estudio

Robert Vonnoh, un artista que reside en uno de los 67th Street Studios, compró cuatro casas adosadas de piedra rojiza en 126-132 West 57th Street a principios de 1907. La propiedad de las casas de piedra rojiza se transfirió a 130 West 57th Street Corporation en junio. La corporación estaba dirigida por el presidente Walter G. Merritt y el secretario Payson McL. Merrill. Pollard y Steinam fueron contratados para diseñar un edificio de apartamentos de 500 000 dólares en el sitio, con siete pisos de doble altura en el frente y doce pisos de una sola altura en la parte trasera. Los arquitectos también fueron contratados para el desarrollo adyacente casi idéntico en 140 West 57th Street, desarrollado por las mismas personas. Los permisos de construcción para 130 West 57th Street se presentaron ante el Departamento de Edificios de la ciudad de Nueva York en septiembre de 1907. El contrato de construcción fue otorgado a William J. Taylor, y financiado con un préstamo de 475 000 dólares de Metropolitan Life Insurance Company. El edificio se completó en octubre de 1908.
Aunque se comercializaba como estudios de artistas, 130 West 57th Street también albergaba abogados, corredores de bolsa, maestros y otros profesionales. El novelista William Dean Howells vivía en el edificio; su hijo, el arquitecto John Mead Howells, también residió allí hasta 1927. La firma Howells & Stokes de William Dean Howells diseñó una tienda en el sótano un año después de la finalización del edificio. Otro residente, el pintor Childe Hassam, a veces representó las ventanas trapezoidales del edificio en sus pinturas impresionistas. Marion Wilson, la esposa de Richard Thornton Wilson Jr., también vivía en 130 West 57th Street; Sus fiestas nocturnas llevaron a Hassam y otros residentes a presentar sin éxito quejas por molestias en su contra. La tienda del sótano del edificio se eliminó en 1922 y las escaleras de entrada se empotraron como parte de un proyecto para ampliar West 57th Street. Por lo demás, la fachada experimentó pocas modificaciones durante el siglo XX, a excepción de la instalación de escaparates en la planta baja.

### Uso posterior
El edificio se convirtió en un apartamento de alquiler en 1937, y Met Life compró 130 West 57th Street en una subasta el año siguiente por 300 000 dólares. Paul S. Hitlin compró el edificio en 1945, y posteriormente la propiedad pasó a Abram Jedwabnik. Tras la muerte de Abram cuatro años después, su hermano David, que vivía en 130 West 57th Street con su esposa e hija, continuó operando el edificio.
A mediados del siglo XX, los inquilinos de 130 West 57th Street incluyeron a Ray Charles, The Rolling Stones y los estudios de la productora de Woody Allen. El cantante Tony Bennett también vivía en el edificio, en el noveno piso. Durante la década de 1970, el espacio comercial de la planta baja albergaba un restaurante llamado Irish Pavilion, que lleva el nombre de un pabellón en la Feria Mundial de Nueva York de 1964. La hija de David Jedwabnik, Mira Van Doren, junto con su hijo Daniel, comenzaron a administrar el edificio en la década de 1980 y renovaron los pasillos y los mosaicos en la década de 1990. Planet Hollywood abrió una ubicación en la base de 140 West 57th Street en 1991, y el Motown Cafe y la Merch Shop de Planet Hollywood ocuparon los escaparates de las tiendas en 130 y 140 West 57th Street. La Comisión de Preservación de Monumentos de la Ciudad de Nueva York (LPC) designó 130 West 57th Street como un hito oficial de la ciudad el 19 de octubre de 1999.
El edificio fue utilizado principalmente por inquilinos de oficinas en 2000, cuando solo había siete inquilinos residenciales en 55 unidades totales. El Planet Hollywood en la base del edificio había cerrado a fines de 2000, cuando el restaurante se mudó a Times Square. En febrero de 2016, H. Huntsman & Sons abrió una ubicación en 130 West 57th Street, convirtiéndose en el primer sastre de Savile Row de Londres en abrir una ubicación permanente en Nueva York.